# Theodor Escherich
Theodor Escherich (Ansbach, Reino da Baviera, 29 de novembro de 1857 — Viena, 15 de fevereiro de 1911) foi um médico, pioneiro da medicina pediátrica, e bacteriologista, que se notabilizou pela descoberta da bactéria simbionte Escherichia coli e pelo seu trabalho na promoção da higiene e boa nutrição dos recém-nascidos e da saúde materno-infantil.

## Biografia
Theodor Escherich nasceu em Ansbach (então parte do Reino da Baviera), filho mais novo de Ferdinand Escherich, um oficial sanitário e estudioso da estatística médica, e de Maria Sophie Frieder, filha de um coronel do exército bávaro. Depois de frequentar o ensino médio no Seminário Stella Matutina, instituição dirigida pelos jesuítas em Feldkirch (Áustria), matriculou-se na Faculdade de Medicina da Universidade de Estrasburgo no ano de 1876. Concluídos os estudos em Estrasburgo, e depois de ter frequentado cursos na Universidade de Kiel, na Universidade de Berlim (Humboldt-Universität zu Berlin) e na Universidade de Würzburg, doutorou-se em Medicina na Universidade de Munique de Munique no ano de 1881.
Em 1882 Theodor Escherich foi contratado como assistente do médico internista Karl Christian Adolf Jakob Gerhardt na clínica médica do Hospital Julius de Würzburg (Juliusspital Würzburg). Foi provavelmente Gerhardt quem despertou o interesse de Escherich pela pediatria e pela bacteriologia, quando o enviou como assistente cientifico a Nápoles, cidade onde então grassava uma epidemia de cólera (1884).
A experiência em Nápoles levou a que inicialmente se tenha dedicado ao estudo da bacteriologia do intestino humano, descrevendo em 1885 o bacilo que causa a colibacilose, uma doença com etiologia próxima da cólera. A descoberta do colibacilo, que em 1919 vira a receber o binome de Escherichia coli em sua honra, foi a maior contribuição de Theodor Escherich para a ciência. Este bacilo, pertencente à família Enterobacteriaceae, é um dos micro-organismos simbiontes mais comuns no trato digestivo humano.
Aos seus estudos de bacteriologia associou intensa actividade clínica na área da pediatria. Como em finais do século XIX faltavam na Alemanha instituições especializadas em pediatria, Escherich estagiou em Paris e depois em Viena, cidade onde trabalhou durante alguns meses com Hermann Widerhofer na clínica pediátrica do Sankt Anna-Kinderspital (Hospital Pediátrico de Santa Ana). Em 1885 foi contratado como assistente do Reisingerianum, ali trabalhando na Clínica Pediátrica Universitária (Universitätskinderklinik). Pouco depois ingressou como assistente no Dr. von Hauner'schen Kinderspital (Hospital Pediátrico Dr. von Hauner), uma outra clínica universitária de Munique, trabalhando sob a direcção de Heinrich von Ranke. Interessado pela actividade académica e pela investigação médica, em 1886 obteve um lugar de "Privatdozent" da especialidade de Pediatria na Universidade de Munique.
Entre 1886 e 1890 foi professor da Universidade de Munique e médico pediatra nas clínicas universitárias daquela instituição, desenvolvendo uma intensa investigação na área da bacteriologia. Fruto da sua experiência clínica e investigação, Escherich adquiriu o convencimento, que o guiaria durante o resto da sua vida profissional, que a bacteriologia poderia resolver, ou pelo menos esclarecer, a maior parte das patologias pediátricas. Aproveitou então as circunstâncias particularmente favoráveis ao estudo da microbiologia que existiam em Munique, já que Wilhelm Frobenius, um aluno de Robert Koch, ali trabalhava. Com ele aprendeu as técnicas de cultura e os métodos de caracterização de bactérias, tendo simultaneamente acesso aos laboratórios do Instituto de Higiene de Munique, então dirigido por Max Josef von Pettenkofer, ao laboratório de bacteriologia dirigido por Otto von Bollinger, ao Instituto de Fisiologia, dirigido por Karl von Voit, e aos laboratórios da indústria queijeira de Franz von Soxhlet.
Fruto dos intensos estudos experimentais em laboratório que realizara, em 1886 Escherich publicou uma monografia versando o papel das bactérias intestinais na fisiologia da digestão nas crianças recém-nascidas. Esse trabalho, que ainda mantém actualidade, consagrou-o como o mais importante bacteriólogo no campo pediátrico e permitiu-lhe o ingresso pleno na carreira universitária.
Em 1890 Escherich transferiu-se para a cidade austríaca de Graz, sucedendo a Rudolf von Jaksch (1855-1947) como professor extraordinário de Pediatria da Universidade de Karl-Franz (em alemão Karl-Franzens-Universität Graz) e director da clínica pediátrica de Graz. Quatro anos mais tarde, em 1902, foi promovido a "professor ordinário" (ordentliche Professor), sendo pioneiro entre os catedráticos em medicina pediátrica nas universidades europeias. Simultaneamente dedicou-se à clínica na área da pediatria, tendo dirigido a Clínica Pediátrica de Graz (Grazer Kinderklinik). Durante a permanência em Graz casou com Margaretha Pfaundler, filha do físico Leopold Pfaundler von Hadermur.
Tendo falecido Hermann Widerhofer em 1902, Escherich foi escolhido para o suceder na cátedra de Pediatria da Universidade de Viena e como director da clínica pediátrica do Sankt Anna-Kinderspital (Hospital de Pediátrico de Santa Ana) de Viena, cargos que exerceu até falecer em 1911. Entre os seu alunos em Viena notabilizaram-se Béla Schick e Clemens von Pirquet, tendo este último sido o seu sucessor na cátedra vienense.
Os interesses de Escherich em Viena derivaram para a higiene e a profilaxia das infecções bacterianas infantis e para a nutrição na primeira infância. Em 1903 escreveu um opúsculo de divulgação, dirigido às mulheres, com conselhos e informação sobre práticas higiénicas, cujo sucesso e interesse gerado o inspirou a fundar no ano imediato (1903), com Helene Granitsch, a Verein Säuglingsschutz (Liga de Defesa dos Recém-Nascidos), uma agremiação de assistência neonatal sediada no Sankt Anna-Kinderspital que emitia estampilhas e colectava dinheiro para projectos de assistência materno-infantil, entre os quais uma escola para amas e enfermeiras de crianças. Em 1908, por ocasião dos festejos do 60.° aniversário da subida ao trono de Francisco José, Escherich tentou novamente sensibilizar as autoridades e a opinião pública para a altíssima mortalidade infantil no Império Austro-Húngaro e para os meios de a diminuir, entre os quais as normas higiénicas.
Escherich aplicou os seus conhecimentos de microbiologia nos tratamentos pediátricos, campo em que se destacou pelo seu pioneirismo. Também se lhe devem importantes contribuições para o conhecimento da nutrição infantil, em particular na defesa da amamentação como a forma mais segura de alimentar os recém-nascidos. Com aquele objectivo, a partir da sua fundação em 1903, a Verein Säuglingsschutz (Liga de Defesa dos Recém-Nascidos) promoveu uma intensa campanha a favor do aleitamento materno dos recém-nascidos.
Foi criador da Sociedade Científica de Pediatras e co-fundador da Sociedade Austríaca para a Investigação Pediátrica (Österreichischen Gesellschaft für Kinderforschung). Também se lhe deve a fundação do Instituto Imperial para os Cuidados na Maternidade e Infância (Reichsanstalt für Mutter- und Säuglingsfürsorge).
Em 1906 foi-lhe concedido o título de conselheiro imperial (kaiserlich und königlich Hofrat ou k. k. Hofrat) em reconhecimento pela sua acção em prol da saúde materno-infantil. O seu nome é recordado na toponímia de Ansbach e de Viena, no nome do género Escherichia e na designação dada a um reflexo labial comum nas crianças (o reflexo de Escherich).

## Principais obras publicadas
Theodor von Escherich deixou uma vasta obra científica dispersa pelos periódicos da especialidade. Para além disso é autor de numerosos artigos de divulgação promovendo práticas de saúde materno-infantil, a amamentação das crianças e as políticas de combate à mortalidade infantil. Entre as suas obras destacam-se:
- Die marantische Sinusthrombose bei Cholera infantum. (Tese de doutoramento). Munique, 1881.
- Ätiologie und Pathogenese der epidemischen Diphterie. 1892.
- Die marantische Sinusthrombose bei Cholera infantum. Jahrbuch für Kinderheilkunde (1883) 19: 261-274.
- Klinisch-therapeutische Beobachtungen aus der Cholera-Epidemie in Neapel. Münchener medizinische Wochenschrift (1884) 31: 561-564.
- Bakteriologische Untersuchungen über Frauenmilch. Fortschritte der Medizin (1885) 3: 231-236.
- Die Darmbakterien des Säuglings und ihre Beziehungen zur Physiologie der Verdauung. Stuttgart, 1886.
- Ueber Darmbakterien im allgemeinen und diejenige der Säuglinge im Besonderen, sowie der Beziehungen der letzteren zur Aetiologie der Darmerkrankungen. Centralblatt für Bakteriologie, Berlim (1887) 1: 705-713.
- Die normale Milchverdauung des Säuglings. Jahrbuch für Kinderheilkunde (1888) 27: 100-112.
- Zur Reform der künstlichen Säuglingsernährung. Wiener klinische Wochenschrift (1889) 2: 761-763.
- Zur Aetiologie der Diphterie. Centralblatt für Bakteriologie, Berlim (1890) 7: 8-13.
- Ueber Milchsterilisirung zum Zwecke der Säuglingsernährung mit Demonstration eines neuen Apparates. Berliner klinische Wochenschrift (1890) 27: 1029-1033.
- Idiopathische Tetanie im Kindesalter. Wiener klinische Wochenschrift (1890) 5: 769-774.
- Die Resultate der Koch’schen Injektionen bei Skrofulose und Tuberculose. Jahrbuch für Kinderheilkunde (1891-1892) 33: 369-426.
- Ätologie und Pathogenese der epidemischen Diphterie. I. Der Diphterie-bacillus. Viena (1892.
- Ueber einen Schutzkörper im Blute der von Diphterie geheilten Menschen. (scritto con Rudolf Klemensiewicz). Centralblatt für Bakteriologie, Berlim (1893) 13: 153-161.
- Tetanie. In Jacques-Joseph Grancher (editor): Traité des maladies de l’enfance. Paris 1895, IV.
- Bemerkungen über den Status lymphaticus der Kinder. Berliner klinische Wochenschrift (1896) 33: 645-650.
- Diphterie, Croup, Serumtherapie nach Beobachtungen an der Universitäts-Kinderklinik in Graz. Viena (1895.
- Begriff und Vorkommen der Tetanie im Kindesalter. Berliner klinische Wochenschrift (1897) 34: 861-866.
- Versuche zur Immunisirung gegen Diphterie auf dem Wege des Verdauungtractes. Wiener klinische Wochenschrift (1897) 10: 799-801.
- Kritische Stimmen zum gegenwärtigen Stande der Heilserumtherapie. Heilkunde, Viena (1897-1898) 2: 593-606.
- La valeur diagnostique de la radiographie chez les enfants. Revue mensuelle des maladies de l’enfance (1898 (16: 233-242.
- Pyocyaneusinfectionen bei Säuglingen. Centralblatt für Bakteriologie (1899) 25: 117-120.
- Zur Aetiologie der Dysenetrie. Centralblatt für Bakteriologie (1899) 26: 385-389.
- Zur Kenntnis der Unterschiede zwischen der naturlichen und künstlichen Ernährung des Säuglings. Wiener klinische Wochenschrift (1900) 13: 1183-1186.
- Die Erfolge der Serumbehandlung des Scharlach an der Universitäts-Kinderklinik in Wien. Wiener klinische Wochenschrift (1903) 16: 663-668.
- Die Grundlage und Ziele der modernen Kinderheilkunde. Wiener klinische Wochenschrift (1904) 17: 1025-1027.
- Die neue Säuglingsabteilung im St. Anna-Kinderspital in Wien. Wiener klinische Wochenschrift (1905) 18: 977-982.
- Antrag auf Einsetzung eines Komitees behufs Ausarbeitung von Vorschlägen zur Förderung der Brusternährung. Wiener klinische Wochenschrift (1905) 18: 572-575.
- Der Verein “Säuglingsschutz” auf der hygienischen Ausstellung in der Rotunde 1906. Wiener klinische Wochenschrift (1906) 18: 871-875.
- Zur Kenntnis der tetanoiden Züstände im Kindesalter. Münchener medizinische Wochenschrift (1907) 54: 2073-2074.
- Hermann Freiherr von Widerhofer 1832-1901. Wiener klinische Wochenschrift (1907) 20: 1510-1513.
- Die Bedeutung des Schularztes in der Prophylaxe der Infectionskrankheiten. Monatsschrift für Gesundheitspflege (1908) 26: 117-130.
- Was nennen wir Skrofulose? Wiener klinische Wochenschrift (1909) 22: 224-228.
- Die Tetanie der Kinder. Vienna (1909.
- Die Infektionswege der Tuberkulose, insbesondere im Säuglingsalter. Wiener klinische Wochenschrift (1909) 22: 515-522.
- Ueber Indikationen und Erfolge der Tuberkulintherapie bei der kindlichen Tuberculose. Wiener klinische Wochenschrift (1910) 23: 723-730.